# 3-ヒドロキシアントラニル酸
3-ヒドロキシアントラニル酸（3-ヒドロキシアントラニルさん、3-hydroxyanthranilic acid）は、トリプトファンの代謝経路の１つであるキヌレニン経路における代謝中間体の一つ。